# Gabro Cvitanović
Gabro (Gabrijel) Cvitanović (Baška Voda, 1887. – Zagreb, 1955.) je bio hrvatski pučki vjerski pisac, katolički apologet, crkveni povjesničar, ljetopisac, proučavatelj ratne medicinske prošlosti i publicist.

## Životopis
U Hrvatskoj se je zaredio za franjevca. Studirao je u Hrvatskoj i Njemačkoj. Dok je spremao doktorat, zatekao ga je Prvi svjetski rat. Mobiliziran je i raspoređen na mjesto vojnog svećenika u poljskoj bolnici. Bio je na srbijanskom bojištu. Naprjedovanja austro-ugarskih postrojba dovela su ga duboko u srbijanski teritorij. Budući da nije htio napustiti ranjene i bolesne vojnike, ni u situaciji kad mu je prijetilo zarobljavanje, pao je u ratno zarobljeništvo još prosinca 1914. godine. Boravio je kao zarobljenik u Valjevu i Nišu. Kad se u idućim ofenzivama srbijansku vojsku natjeralo u povlačenje, i Cvitanović je 1915. bio odvučen s njima. Tako je prošao i povlačenje kroz Srbiju, Makedoniju i Albaniju. S ostalim su ga zarobljenicima predali prosinca 1915. drugoj antantinoj sili, Italiji. Oni su ga poslali u zarobljenički logor gdje su bili austro-ugarski ratni zarobljenici. Logor se je nalazio na pustom otočiću Asinari, sjeverno od Sardinije. Ondje je boravio sve do svibnja 1918. U Italiji je ostao i poslije bojnih neprijateljstva Prvog svjetskog rata (mirovni sporazumi zaključeni su znatno poslije). Tek ožujka 1919. vratio se u rodni kraj.
Doktorirao je 1920. godine na franjevačkoj provinciji Presvetog Otkupitelj i francuskom upravom u Dalmaciji 1806. do 1813. godine (Franziskanerprovinz Ss. Redemptoris und die französische Regierung in Dalmatien in den Jahren 1806-1813). Status je postigao na Bogoslovnom fakultetu sveučilišta Ljudevita Maksimilijana u Münchenu.
Kad se vratio u Hrvatsku nakon doktoriranja, predavao je na crkvenim učilištima. Prvo je sedam godina predavao crkvenu povijest na makarskoj franjevačkoj bogosloviji. Potom je od 1928. do 1931. bio misionarem u SAD-u. Od 1933. se vratio na isto mjestu u makarskom učilištu. Ondje je predavao do 1943. godine. Do 1946. je bio obnašao razne dužnosti u svom uredu. Od 1947. honorarno predaje crkvenu povijest u Zagrebu na Katoličkom bogoslovnom fakultetu u Zagrebu do 1953. godine kad se umirovio.
O boravku u zarobljeništvu u Srbiji, povlačenju sa srbijanskom vojskom kroz Srbiju, Makedoniju, Albaniju te u Italiji napisao je djelo Bijednici, a objavio pod imenom Ratni dnevnik. Karlo Jurišić ovo smatra najvažnijim Cvitanovićevim djelom, jer je za svoju temu "povijesno vrelo prvog reda" jer je pisano objektivnošću kakva se rijetko viđa. Drugi razlog je taj što je ovo jedan od malobrojnih hrvatskih svjedočanstava o ovom ratu.
Kod njegovog povjesničarskog rada, Karlo Jurišić ga karakterizira više kao publicista, nego kao istraživača.
Natuknicu o njemu u Hrvatskoj enciklopediji napisao je fra Leonard Bajić.